# 元顺 (濮阳王)
元顺（？—？），一名野顺，字敬叔，河南郡洛阳县（今河南省洛阳市东）人，追尊魏昭成帝拓跋什翼犍的后裔，谒者仆射、城阳公元盛之子，北魏宗室、官员。

## 生平
元顺原任左卫将军，后随着魏孝武帝元修西入关中，出任中书监，封濮阳王。永熙三年闰十二月癸巳（535年2月3日），宇文泰毒死魏孝武帝，秘密不发布丧事，宇文泰与群臣商议册立新皇帝，众人大多推举魏孝武帝哥哥的儿子广平王元赞为嗣君。元顺在正室以外的房间流下眼泪对宇文泰说：“高欢逼迫驱逐先帝，册立幼年的君主来独揽大权，您应该反其道而行之。广平王虽然与先帝亲近，但是年幼，不适合居于皇帝之位，不如册立年长的君主来奉戴。”宇文泰深深的赞同元顺的意见，因此发布国家的丧事，向太宰、南阳王元宝炬奉上帝号，任命元顺为中尉，代理雍州刺史，又加开府仪同三司、秦州刺史。元顺擅长射箭，当初，魏孝武帝在洛阳时，在华林园戏耍射箭，用银酒杯装了二升多酒，悬挂在一百步以外，命令擅长射箭的十多人一起射箭，射中的就把银酒杯赐给他。元顺一箭就射中，魏孝武帝大喜，同时还赐给他金帛。元顺随之在银酒杯的箭孔处铸造了一个银童，脚踏在金质莲花上，手持剗炙，铭刻在银童背上，记述自己射术的工巧。

## 家庭

### 兄弟
- 元懋，西魏北平贞慧王

### 儿子
- 元雄，西魏濮阳王，后改封武陵王
- 元伟，北周大将军、襄州刺史、淮南县公